# Tuil (dorp)
Tuil , tot in de 19e eeuw ook geschreven als Tuyl, is een dorp in de de Nederlandse gemeente West Betuwe. Het ligt in de Tielerwaard, een westelijk deel van de Nederlandse provincie Gelderland. Per 1 januari 2023 had het 1.070 inwoners. Van 1818 tot 1977 behoorde Tuil met Haaften en Hellouw tot de gemeente Haaften. Die ging in 1978 op in de gemeente Neerijnen, die in 2019 opging in West Betuwe.
Het buitengebied strekt zich in een noordwestelijke spie uit tot de A15, zodat het dorp kloksgewijs vanaf het westen grenst aan de dorpen Haaften, Enspijk (bij de punt van de spie) en Waardenburg, alle in West Betuwe. In het zuiden ligt de grens in de Waal, met aan de overkant de stad Zaltbommel. Het gebied is van oudsher agrarisch, maar tussen Tuil en de A2 heeft zich industriegebied Slimwei ontwikkeld; aan de overkant van de Oude Culemborgsche Vaart die de grens vormt met Waardenburg. Voor voorzieningen is Tuil georiënteerd op Zaltbommel, Geldermalsen en Tiel, met de auto op 8, 10 en 15 kilometer van Tuil; hemelsbreed is het 1, 6 en 14 kilometer. De N830, die Gorinchem met Geldermalsen verbindt, liep aanvankelijk langs de Waalbandijk, maar toen die in de jaren 1970 verzwaard is, werd hij op de dijk gelegd.

## Geschiedenis

### Ligging en verbindingen
De dorpskern ligt niet ver van de Waal, maar in tegenstelling tot omringende dorpen zijn er van oudsher geen dijkhuizen of andere bebouwing aan de Waalbandijk, zoals te zien is op kaarten vanaf 1850. De dijk lag toen pal langs de rivier, waar een gierpont op Zaltbommel voer; stroomopwaarts was een strekdam voor het landpunt van de gierkabel. De veerdienst maakte deel uit van de weg tussen Culemborg en 's-Hertogenbosch, waartoe in 1846 een wet aangenomen was, in het kader van verbetering van de problematische noord-zuid-verbindingen in het rivierengebied. Begin 1848 was het deel tussen Culemborg en Tuil klaar.
In de 19e eeuw is de dijk rechtgetrokken, min of meer tot het huidige verloop, dus een driehonderd meter dichter bij het dorp. In het vrijgekomen buitendijks gebied kwam een veerhaven voor de gierpont en minstens vanaf 1872 ook voor een stoombootdienst voor passagiers. Die insteekhaven is er nog steeds, maar hij is ongeschikt voor moderne schepen en er is enkel een kade voor werkschepen. Hij moet niet verward worden met de latere overnachtingshaven Haaften, waarvan het oostelijkste puntje op Tuils gebied ligt.

### Kerken en kastelen
Ondanks de kleine omvang had Tuil al vroeg een eigen kerk en was het de hoofdplaats van de Ring van Tuil in de hervormde classis Bommel. De kerken in Haaften en Hellouw, en aan de overkant van de Waal in Gameren en Nieuwaal, waren dochterkerken. De huidige hervormde kerk van Tuil is een rijksmonument en heeft 14e-eeuwse elementen, maar dateert grotendeels van 1810.
Er zijn meerdere kastelen geweest in Tuil, waaronder Lievenstein, De Nesch en het Huis te Tuil.

### Heerlijkheid
Tuil was een heerlijkheid die vanaf begin 18e eeuw in het bezit was van de familie Boellaard. Enkele heren van Tuil waren:
- Arnt Hermans (schild)knape Pieck (van Beesd) (1351-1425), heer van Tuyl, dijkgraaf van Over-Betuwe, rentmeester (1400), raad van Hertog Willem I van Gelre (1401), raad- en rentmeester-generaal van Gelre (1408-1410 & 1412-1413)
- Pieter Boellaard (1683-1751), heer van Tuil
- Mr. Pieter Boellaard (1717-1801), heer van Tuil
- Pieter Boellaard (1743-1811), heer van Tuil
- Adolphus Pieter Boellaard van Tuyl (toestemming naamswijziging 1825) (1784-1847), heer van Tuil
- Thierry François Adolphe Oscar Boellaard van Tuyl (1816-1894), heer van Tuil
- Edmond Boellaard (1856-1923), heer van Tuil
- Adolf Pieter Hendrik Boellaard (1882-1956)
- Dr. Jan Willem Boellaard (1920-2019), heer van Tuil

## Bus
De volgende buslijnen rijden langs het dorp:
• Lijn 47: Geldermalsen - Gorinchem
• Lijn 647: Enspijk - via Geldermalsen - Gorinchem

## Verenigingen
- Oranjevereniging Tuil

## Scholen
- Christelijke Basisschool De Klingelenburg